# Carta d'identità sammarinese
La carta d'identità sammarinese è un documento di riconoscimento della Repubblica di San Marino, dal gennaio 2017 è in uso la carta d'identità elettronica.

## Storia
Il rilascio della carta d'identità sammarinese venne disciplinato solo con la legge 20 gennaio 1963, n.3, la legge prevedeva che le carte d'identità non dovevano essere più rilasciate dalla Gendarmeria ma dalla Direzione di Servizi di Stato Civile e quelle ancora presenti dovevano essere sostituite entro l'anno; la carta d'identità aveva un valore di tre anni per i sammarinesi e di un anno per i cittadini stranieri residenti.
La legge 25 gennaio 1990, n. 12 la carta d'identità viene rilasciata anche agli stranieri residenti che hanno compiuto quattordici anni e viene istituito uno schedario presso la sede della Gendarmeria e la durata della carta d'identità passa a cinque anni.
Con la legge 17 giugno 2004 n.83 i dati dello schedario vengono immessi nel database informatico dell'Ufficio di Stato Civile e trasmessi alla Gendarmeria
Il Decreto Delegato 16 agosto 2016, n.105 prevede il rilascio della Carta d'identità elettronica (CIE) per tutti i cittadini sammarinesi e per quelli stranieri residenti in Repubblica, la firma non è richiesta per i minori di 12 anni e il documento ha una validità di cinque anni e di tre anni per i minori di sei anni d'età, il Decreto viene ratificato il 18 gennaio 2017.

## Caratteristiche
La nuova carta d'identità sammarinese è elettronica e biometrica. È di plastica e ha il formato di una carta di credito. Nella parte frontale si trova l'immagine digitale che si replica anche lateralmente e i dati sono espressi in italiano e inglese: cognome, nome, nazionalità, luogo e data di nascita, data di rilascio e scadenza, il numero della carta, il sesso, il numero di carta e il numero personale. Nel retro è presente anche una microstampa olografica.

## Carta d'identità come documento di viaggio
Paesi dove è possibile entrare mostrando solo la carta d'identità sammarinese:  
- Paesi dell'Area Schengen (eccetto la Repubblica Ceca, l'Islanda, la Lettonia, la Svezia e l'Ungheria)
- Albania
- Andorra [7]
- Bosnia ed Erzegovina
- Croazia
- Fær Øer
- Francia d'oltremare
- Kosovo
- Moldavia
- Montenegro
- Montserrat (solo in transito per un paese terzo, per un massimo di 14 giorni)[8]
- Romania